# Francis James Child
Francis James Child (1 de febrer de 1825 – 11 de setembre de 1896) va ser un acadèmic nord-americà, educador i folklorista, més conegut en l'actualitat per la seva col·lecció de cançons populars conegudes com les Child Ballads. Child va ser professor de retòrica i oratòria a la Universitat Harvard, on va realitzar influents edicions de poesia anglesa. L'any 1876 va ser nomenat com a principal professor d'anglès a Harvard, una posició que li va permetre centrar-se en la recerca acadèmica. Va ser durant aquest temps quan va començar a treballar a les Child Ballads.
Les Child Ballads van ser publicades en cinc volums entre 1882 i 1898. Constitueixen una gran contribució a l'estudi de la música folk anglesa.